# تاكوبا

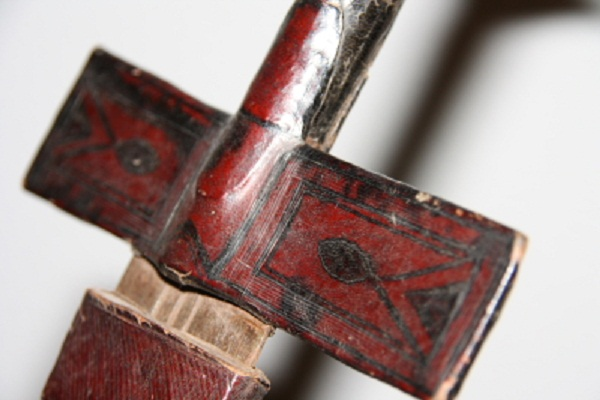
تفاصيل مقبض سيف تاكوبا

تاكوبا هو السيف المستخدم عبر الساحل الغربي الإفريقي مثل الطوارق والهوسا والفولاني. وتخصصت بصنعه قبائل الطوارق من غيرها وهو هو معروف عندهم باسم تيكوباون
يبلغ طوله عادة حوالي متر واحد. شفرات تاكوبا مستقيمة وذات حواف مزدوجة مع تناقص واضح من الواقي نحو الحافة؛ لديه العديد من الميزات البارزة، بما في ذلك ثلاثة أو أكثر من الأخاديد الممتلئة يدويًا ونقطة مستديرة.
و لأن الطوارق لا يحبون لمس الحديد، فإن مقبض التاكوبا، مثل العديد من الأدوات الحديدية، مغطى بالكامل. عادةً ما يكون الواقي المتقاطع البسيط والعميق مصنوعًا من صفائح حديدية أو خشب بإطار من الحديد ومغطى بجلد مزخرف ومغلف أحيانًا بالنحاس الأصفر أو الفضة؛ غالبًا ما تكون القبضة مغطاة بالجلد ولكن الحلق دائمًا من المعدن، وغالبًا ما يكون من النحاس أو النحاس، وأحيانًا من الحديد أو الفضة. وبدلاً من ذلك، يمكن تغطية المقبض بالكامل بغلاف من النحاس أو الفضة. الغمد مصنوع من جلد مزين بأدوات متقنة. تمت ملاحظة الاختلافات الجغرافية في شكل المقبض، قد يعكس الاختلافات في جودة النصل والتجهيزات في تاكوباس في الغالب ثروة أصحابها.
هناك الكثير من الجدل حول ما إذا كان تاكوبا قد استخدم فقط من قبل imúšaɣ أو المحاربين أو ما إذا كان يمكن أن يتحملها التابعون.
كما هو الحال مع معظم العناصر الحرفية التي يستخدمها الطوارق، صُنع التاكوبا من قبل طبقة ìnhædʻæn (المفرد énhædʻ)، الذين ينتمون إلى عرق مختلف عن imúšaɣ ويتحدثون Ténet ، وهي لغة سرية. يعتقد Imúšaɣ أن nhædʻæn لديهم قوى سحرية، والتي يعتقد البعض أنها مرتبطة بأدوارهم التقليدية كعمال معادن وإلى النفور من كل من الأشغال المعدنية ولمس الحديد.

## استعارة التسمية
استعارت قوات أوربية متكونة من عناصر الجيش الفرنسي أساسا لتسمي بها القوات الأوربية المرابطة في الساحل في مالي في 2020 مهمتها محاربة الإرهاب في مالي

## فهرس
- كريستوفر سبرينج (1993) African Arms and Armor ، مطبعة مؤسسة سميثسونيان،(ردمك 978-1-56098-317-0)

## روابط خارجية
- http://www.vikingsword.com/ethsword/takouba/
- http://takouba.org
- صورة لسيف التكوبة في المتحف البريطاني